# Nupurböle
Nupurböle (nupur-) (finska: Nupuri) är en stadsdel i Esbo stad och hör administrativt till Gamla Esbo storområde. 
I Nupurböle finns ett daghem, Nupurböle gård och en golfplan. 
Det finns inga statistikuppgifter om invånarantalet i Nupurböle, eftersom Nupurböle inte bildar ett eget statistikområde i Esbo stads statistikuppgifter. Nupurböle statistikförs gemensamt med stadsdelen Gamla Noux samt delar av stadsdelen Kolmpers.
Nupurböle är ett gammalt bynamn som stavats bland annat Nuperböle (1545) och Nupurböle (1552). Förstavelsen anknyter antagligen till namnet på en person. Namnparet Nupuri - Nupurböle stadfästes år 1965 som namnet på stadsdelen.